# Toemanjanpark
Het Toemanjanpark (Armeens: Թումանյան Այգի) is een stadspark in de Armeense hoofdstad Jerevan.
Het Toemanjanpark in het district Ajapnyak ligt aan de Halabyanstraat, in de vallei van de rivier Hrazdan, tussen de Grote Hrazdanbrug en het Tumo-centrum voor creatieve technologieën. Het park werd geopend in 1970 en heeft een oppervlakte van 7 hectare aan de rechteroever van de Hrazdan. Het park werd vernoemd naar de bekende Armeense schrijver en dichter Hovhannes Toemanjan ter gelegenheid van de 100-jarige viering van zijn geboortedag. Het park heeft een grote speeltuin.
In 1970 werd een standbeeld van Anoush en Saro opgericht in het park, de twee hoofdrolspelers in de opera Anoush van Toemanjan. In 1986 werd een tweede standbeeld opgericht, deze maal van het fictieve personage Loretsi Sako.

## Fotogalerij

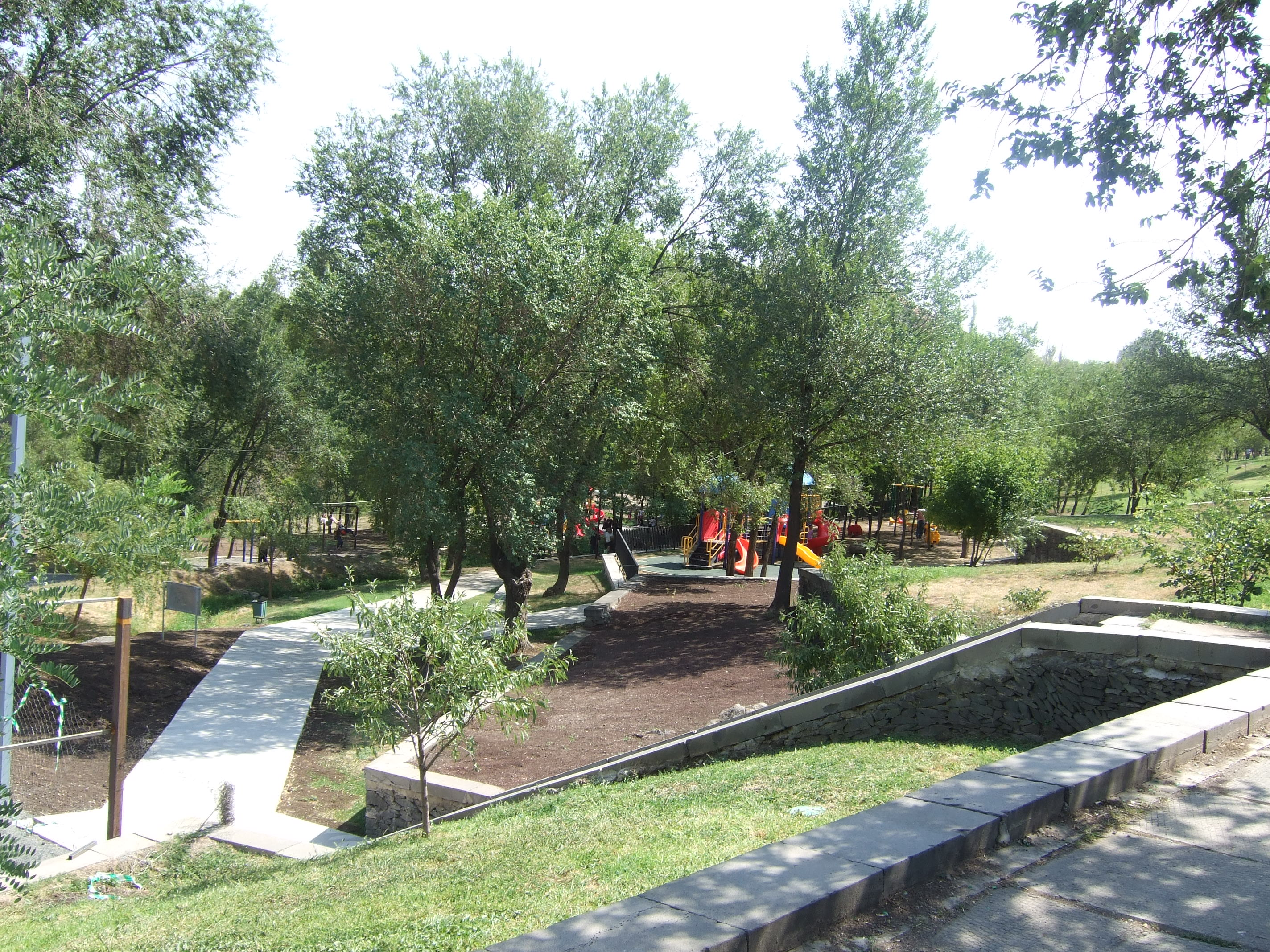
Zicht op het park
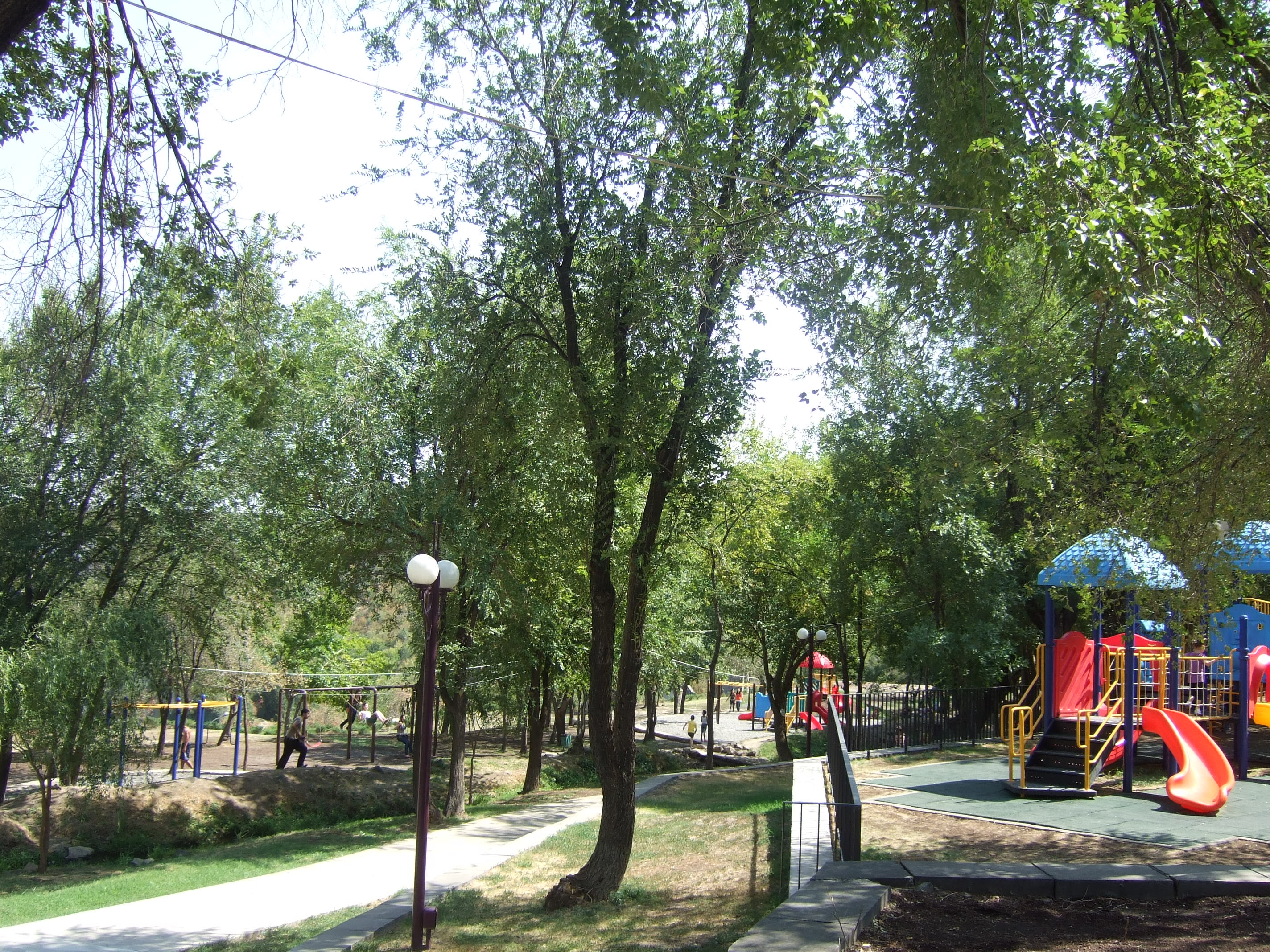
Speeltuin
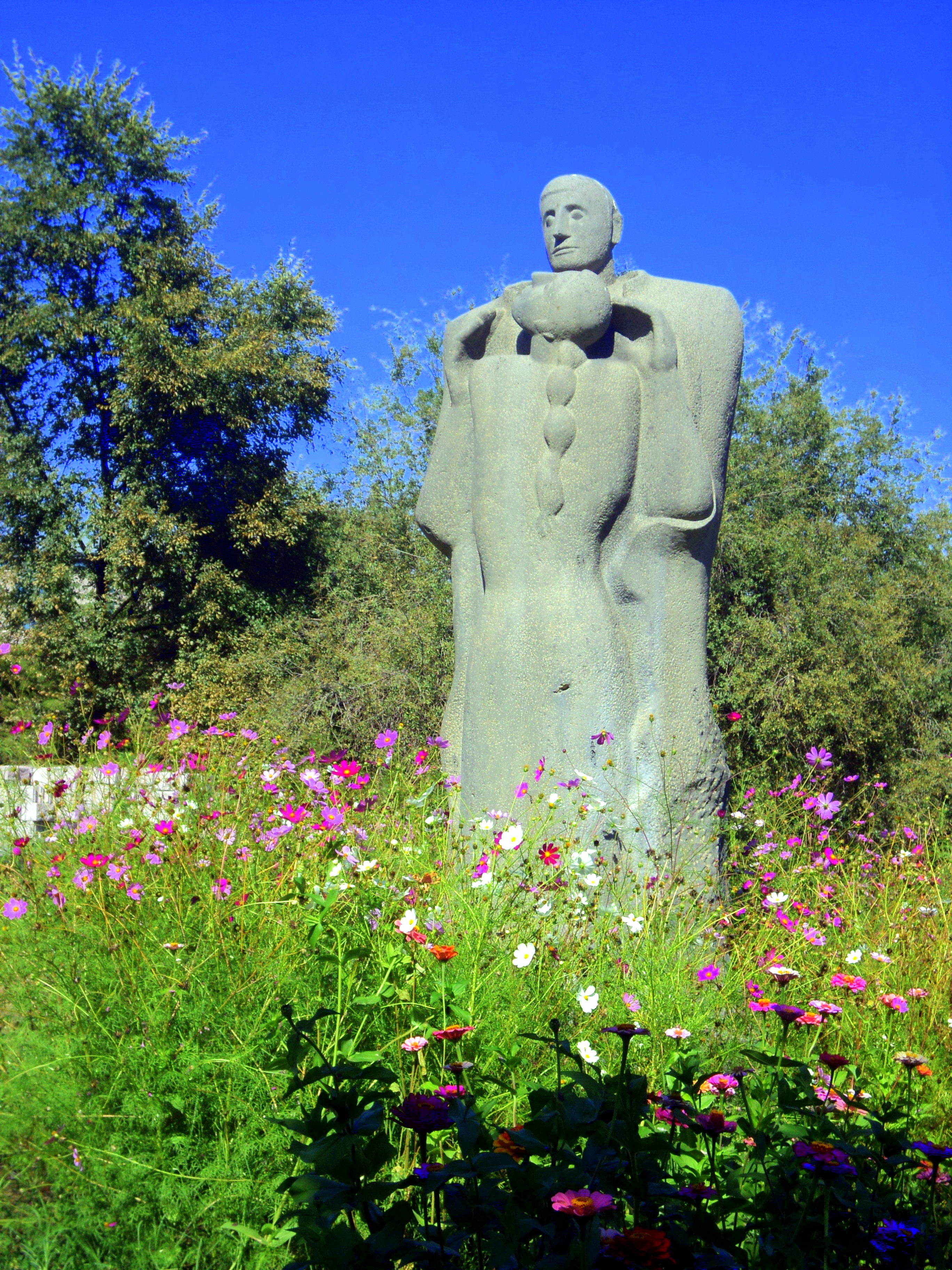
Anoush and Saro
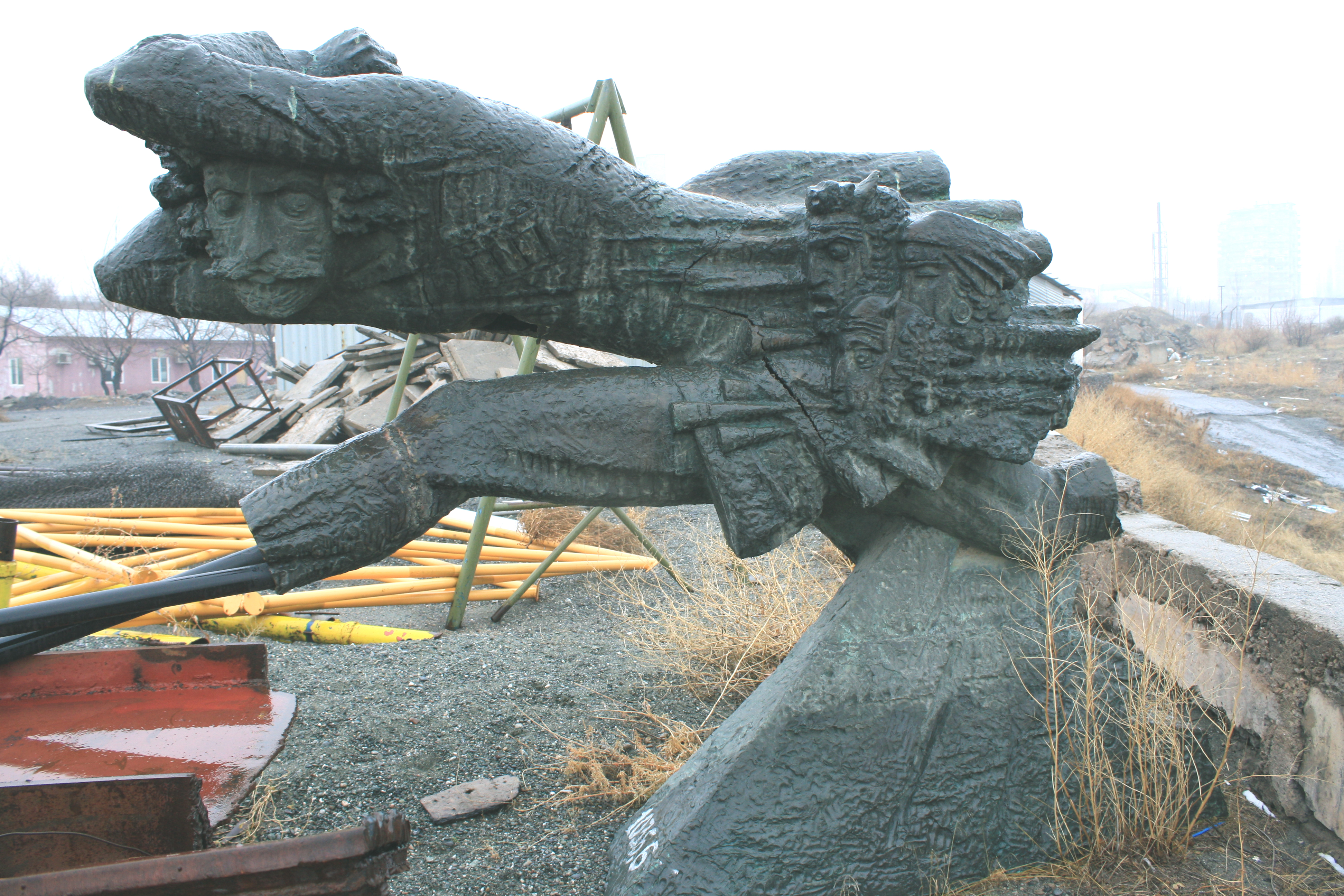
Loretsi Sako